# رونكل
رونكل (بالألمانية: Runkel) هي بلدة، مدينة و بلدة ألمانية تقع في ألمانيا في Limburg-Weilburg. يقدر عدد سكانها بـ 9,739 نسمة .